# Joel Graterol
Joel Graterol est un footballeur international vénézuélien né le 13 février 1997 à Valencia. Il joue au poste de gardien de but à Panetolikós FC.

## Biographie

### En club
Formé à Carabobo FC, il réalise ses débuts le 22 mars 2015, contre le Caracas FC en entrant à la 52e minute après l'expulsion du gardien titulaire, Lares Morales.
Le 9 juillet, il s'engage avec le Zamora FC. Lors de sa première saison, il joue huit matchs en championnat, dont sept comme titulaire, et compte également quatre titularisations en coupe.
Le 1er janvier 2020, il part en Colombie et s’engage avec l'América de Cali. Il joue son premier match sous ses nouvelles couleurs le 7 mars, face à Once Caldas (score : 1-1).

### En sélection
Avec les moins de 20 ans, il participe au championnat sud-américain des moins de 20 ans en 2017. Lors de cette compétition organisée en Équateur, il officie comme gardien remplaçant et ne joue pas la moindre minute. Avec un bilan de deux victoires, cinq nuls et deux défaites, le Venezuela se classe troisième du tournoi.
Il dispute ensuite quelques mois plus tard la Coupe du monde des moins de 20 ans qui se déroule en Corée du Sud. Lors du mondial junior, il officie de nouveau comme gardien remplaçant et ne joue aucun match. Le Venezuela s'incline en finale contre l'Angleterre, après avoir enregistré six victoires.
Le 24 mars 2017, il figure pour la première fois sur le banc des remplaçants de l'équipe nationale A, mais sans entrer en jeu, lors d'une rencontre face au Pérou. Ce match nul (2-2) rentre dans le cadre des éliminatoires du mondial 2018.
Il est ensuite retenu par le sélectionneur Rafael Dudamel afin de participer à la Copa América 2019 organisée au Brésil, bien qu'il n'ait toujours pas joué le moindre match en sélection. Lors de ce tournoi, il officie comme gardien remplaçant et ne joue aucun match. Le Venezuela s'incline en quart de finale face à l'Argentine.
Il reçoit finalement sa première sélection en équipe du Venezuela le 3 juin 2021, en étant titularisé lors des éliminatoires de la Coupe du monde 2022 contre la Bolivie (défaite 3-1).
Il participe ensuite à la Copa América 2021 qui se déroule au Brésil. Lors de ce tournoi, il ne joue qu'un seul match en phase de poule, le 13 juin, contre l'équipe hôte (défaite 3-0). Avec un bilan de deux deux nuls et deux défaites, le Venezuela termine dernier de son groupe, et quitte la compétition dès le premier tour.

## Statistiques

### En sélection nationale
| Saison                | Sélection             | Phases finales        | Phases finales | Phases finales | Éliminatoires CDM | Éliminatoires CDM | Matchs amicaux | Matchs amicaux | Total | Total |
| Saison                | Sélection             | Compétition           | M              | B              | M                 | B                 | M              | B              | M     | B     |
| --------------------- | --------------------- | --------------------- | -------------- | -------------- | ----------------- | ----------------- | -------------- | -------------- | ----- | ----- |
| 2016-2017             | Venezuela             | -                     | -              | -              | 0                 | 0                 | -              | -              | 0     | 0     |
| 2018-2019             | Venezuela             | Copa América 2019     | 0              | 0              | -                 | -                 | 0              | 0              | 0     | 0     |
| 2020-2021             | Venezuela             | Copa América 2021     | 1              | 0              | 2                 | 0                 | -              | -              | 3     | 0     |
| 2021-2022             | Venezuela             | -                     | -              | -              | 1                 | 0                 | 1              | 0              | 2     | 0     |
| 2022-2023             | Venezuela             | -                     | -              | -              | -                 | -                 | 6              | 0              | 6     | 0     |
| 2023-2024             | Venezuela             | Copa América 2024     | 0              | 0              | 0                 | 0                 | 1              | 0              | 1     | 0     |
| 2024-2025             | Venezuela             | -                     | -              | -              | 0                 | 0                 | -              | -              | 0     | 0     |
| Total sur la carrière | Total sur la carrière | Total sur la carrière | 1              | 0              | 3                 | 0                 | 8              | 0              | 12    | 0     |

## Palmarès
| \| Zamora FC - Championnat du Venezuela (1) : - Champion : 2018. - Coupe du Venezuela (1) : - Vainqueur : 2019. \| \| América de Cali - Championnat de Colombie (1) : - Champion : 2020. \| |  | Venezuela -20 ans - Coupe du monde -20 ans : - Finaliste : 2017. - Championnat de la CONMEBOL -20 ans : - 3e : 2017. |
| Zamora FC - Championnat du Venezuela (1) : - Champion : 2018. - Coupe du Venezuela (1) : - Vainqueur : 2019.                                                                                |  | América de Cali - Championnat de Colombie (1) : - Champion : 2020.                                                   |